# Dackenheim
Dackenheim település Németországban, Rajna-vidék-Pfalz tartományban. Lakosainak száma 458 fő (2023. december 31.).

## Népesség
A település népességének változása:
| Lakosok száma | 303  | 447  | 442  | 429  | 436  | 458  |
|               | 1975 | 2017 | 2019 | 2021 | 2022 | 2023 |